# Raul Nicolau Gonsalves
Raul Nicolau Gonsalves (ur. 15 czerwca 1927 w Bambolim, zm. 1 lipca 2022 w Panaji) – indyjski duchowny rzymskokatolicki, w latach 1978–2004 arcybiskup Goa i Daman oraz patriarcha Indii Wschodnich.

## Życiorys
Święcenia kapłańskie przyjął 21 grudnia 1950. 5 stycznia 1967 został prekonizowany biskupem pomocniczym Goa i Daman ze stolicą tytularną w Rapidum. Sakrę biskupią otrzymał 5 marca 1967. 30 stycznia 1978 został mianowany arcybiskupem Goa i Daman oraz patriarchą Wschodnich Indii. 16 stycznia 2004 przeszedł na emeryturę.